# Dubová stráň
Dubová stráň je přírodní památka poblíž města Dačice v okrese Jindřichův Hradec. Oblast spravuje Agentura ochrany přírody a krajiny ČR. Důvodem ochrany je zachování převážně dubových a smíšených porostů s druhově velmi bohatým bylinným patrem.